# The New Power Generation (sello discográfico)
«New Power Generation (NPG)» (también conocido como «NPG Records») es un sello discográfico creado por el cantante Prince tras las disputas con Warner Bros, que le limitaba la comercialización de su producción artística, Prince comenzó a utilizar la NPG como sello para publicar material adicional (principalmente un material más alternativo dirigido a un público más selecto) con la colaboración de Trevor Guy.

## Álbumes
Su primer álbum fue Goldnigga publicado en 1993 al que siguió en 1995 Exodus y Newpower Soul en 1998. Un cuarto álbum denominado Peace nunca llegó a producirse, aunque Prince ha utilizado algunas de sus canciones en conciertos y ediciones limitadas de sencillos (principalmente en NPG Music Club).
También publicó para otros artistas, como el álbum Drum Fever